# Toyah (Texas)
Toyah é uma cidade  localizada no estado norte-americano do Texas, no Condado de Reeves.

## Demografia
Segundo o censo norte-americano de 2000, a sua população era de 100 habitantes.
Em 2006, foi estimada uma população de 88, um decréscimo de 12 (-12.0%).

## Geografia
De acordo com o United States Census Bureau tem uma área de
4,2 km², dos quais 4,2 km² cobertos por terra e 0,0 km² cobertos por água. Toyah localiza-se a aproximadamente 888 m acima do nível do mar.

## Localidades na vizinhança
O diagrama seguinte representa as localidades num raio de 44 km ao redor de Toyah.